# 雨晴トンネル
雨晴トンネル（あまはらしトンネル）は、富山県高岡市伏木国分にある国道415号のトンネル。
付近には旧道のトンネル、雨晴隧道（あまはらしずいどう）が存在するが、ここでは主に現道のトンネルについて記載する。

## 概要
- 延長：290 m[1]
- 幅員：14 m[1]
- 高さ：7.7 m[1]
- 工事費：18億6000万円[1]

## 建設
交通難所である岩崎鼻を回避するトンネルとして1956年（昭和31年）12月、海沿いの旧道に雨晴隧道が開通したものの、このトンネルは幅員が6 mと狭く、大型車の通行の障害となっていることから、バイパスの工事に合わせて、現在のトンネルが建設されることになった。
- 1990年（平成2年） - 当トンネルを含むバイパス区間が着工[3]。
- 2001年（平成13年）5月11日 - 現トンネル貫通[1]。
- 2002年（平成14年）6月29日 - 現トンネル開通[3]。